# Orta Cami
Orta Cami (z krymskotatarskiego Orta Cami – Centralny Meczet, ukr. Орта-Джамі, Orta-Dżami, ros. Орта-Джами, Orta-Dżami) – meczet w Bakczysaraju, mieszczący się przy ul. Lenina 61, jeden z najstarszych meczetów na Półwyspie Krymskim.

## Historia
Najstarsza zachowana wzmianka o meczecie pochodzi z rejestru sądowego Chanatu Krymskiego z 1674 roku. W dokumencie tym meczet występuje pod nazwą Ma’ale. Był wówczas najważniejszym miejscem kultu dla krymskich muzułmanów, co piątek w meczecie odbywała się obowiązkowa dla wyznawców islamu modlitwa grupowa Dżummuah. Wzmianki o meczecie pojawiają się również w dokumentach z 1701 i 1710 roku, przechowywanych w archiwum Rosyjskiej Biblioteki Narodowej w Petersburgu.
Choć dokładna data budowy meczetu nie jest znana, to wiadomo, że budynek powstał już znacznie wcześniej. W latach 80. XIX wieku przeprowadzone zostały badania, z których wynikało, że budynek powstał już pod koniec XV wieku. Historycy z Krymskiego Muzeum Historycznego podają jednak ten fakt w wątpliwość, gdyż miasto wówczas nie istniało (jego budowa rozpoczęła się dopiero w 1532 roku na rozkaz ówczesnego chana krymskiego Sahiba I Gireja), i szacują datę powstania meczetu na drugą połowę XVI lub początek XVII wieku.
Budynek uległ poważnym uszkodzeniom w 1736 roku, kiedy to podczas trwającej wojny rosyjsko-tureckiej miasto zostało spalone przez wojska rosyjskie pod dowództwem feldmarszałka Burkharda Christopha Münnicha. Budynek został odrestaurowany w latach 1737–1743 pod rządami chanów Mengliego II i Selameta II.
Po aneksji Chanatu Krymskiego w 1783–1784 roku przez Katarzynę II Wielką terytorium znalazło się w Imperium Rosyjskim. Meczet działał w tym okresie bez żadnych zmian. W 1861 roku został gruntownie wyremontowany, uzyskując obecny wygląd architektoniczny.
W 1927 roku meczet uległ poważnym uszkodzeniom na skutek trzęsienia ziemi na Krymie. Koszty remontu były dużym obiążeniem finansowym, ostatecznie jednak fundusze na ten cel zostały zebrane wśród lokalnych muzułmanów.
W 1929 roku, w związku z trwającą kampanią antyreligijną na obszarze całego Związku Socjalistycznych Republik Radzieckich, podjęto decyzję o likwidacji meczetu. Budynek wykorzystywany był wówczas w celach kulturalnych i edukacyjnych – mieścił się w nim dom kultury i kino. Następnie przez wiele lat budynek stał opustoszały.
W lipcu 2001 roku rada miejska rejonu bakczysarajskiego podjęła decyzję o zwróceniu budynku do użytku Mustafa-Dżami, muzułmańskiej społeczności w Bachczysaraju.
W latach 2012–2013, dzięki środkom finansowym rodziny Umerovów (Envera ağa Umerova i jego synów Aslana i Rustema) meczet został wyremontowany. Oficjalna uroczystość otwarcia odrestaurowanego meczetu nastąpiła w sierpniu 2013 roku. W ceremonii wziął udział m.in. mufti Emirali Abłajew, który kierował pracami, oraz przewodniczący Medżlisu Tatarów krymskich, Mustafa Dżemilew. Podczas uroczystości Dżemilew przekazał Enverowi Umerovi pozłacany egzemplarz Koranu, który został później umieszczony w meczecie.